# Duque de Kent
Duque de Kent, ou, raramente na sua forma portuguesa, de Câncio, é um título de nobreza do Pariato da Grã-Bretanha que foi criado por diversas vezes, sendo mais recentemente como um ducado real para o quarto filho de Jorge V do Reino Unido.

## Pré-história
Um título associado com Kent aparece pela primeira vez através do Reino de Kent (ou Cantware), um dos sete reinos anglo-saxões, que mais tarde se fundiram para formar o Reino da Inglaterra. Os reis de Kent datam de cerca de 449. Após 825, quando o Reino de Kent foi assumido por Egberto de Wessex, Kent tornou-se uma dependência de Wessex e foi governado por sub-reis, geralmente relacionados com os governantes de Wessex. O reinado titular tornou-se algo como o título do herdeiro aparente - como Etelvulfo, filho de Egbert, que tornou-se rei de Kent em  825. Por volta de 860, Kent perdeu seu status como um reino, sendo absorvido por Wessex.[carece de fontes?]

## Condes de Kent
No pariato da Inglaterra, o primeiro título de Kent foi o de Conde de Kent. Após a morte de seu pai, Goduíno de Wessex, Leofivino (c. 1035-1066), em algum momento entre 1056 e 1058 tornou-se Conde de Kent, um condado novo na época.  É possível que Goduíno tenha sido o primeiro conde de Kent, uma vez que ele governou sobre aquela área, bem como muitos outros.
Após a morte do Leofivino na Batalha de Hastings em 1066,  Guilherme, o Conquistador nomeou seu meio-irmão, Odo de Bayeux (c. 1036-1097), que era também Bispo de Bayeux, o novo conde de Kent. No entanto, Odo foi removido duas vezes deste título. A primeira ocasião foi em 1082, quando ele foi preso, a segunda foi em 1088, depois de ajudar na rebelião de 1088, fugindo depois da Inglaterra.
Não foi até 1141 que o título voltou, desta vez por Guilherme de Ipres, mas sendo privado do título em 1155. Em 1227 foi reavivado por Humberto de Burgh, mas foi extinto com a sua morte. Em 1321, foi novamente reavivada por  Edmundo de Woodstock, e através do casamento de Joana Plantageneta com Tomás Holland, o título passou para a família Holanda, que deteve o título até 1408. Em 1461 foi reavivado para Guilherme Neville, e depois em 1465 para Edmundo Gray.  A família Gray deteve o título até Henrique Gray morrer sem herdeiros do sexo masculino.

## Duques de Kent
Houve três períodos bos  foi criado um duque de Kent: o primeiro ocorreu em 1710, o segundo em 1799 (como um ducado conjunto), um terceiro período (e atual) em 1934.

### Duques de Kent, primeira criação (1710)
Outros títulos: Marquês de Kent (1706), Marquês de Grey (1740), Conde de Kent (1465), Conde de Harold e Visconde Goderich (1706) e Barão de Crudwell Lucas (1663)
Henrique Gray (1671-1740) sucedeu a seu pai, Antônio Gray, como o 12.º Conde de Kent em 1702. Em 1706, ele foi elevado a Marquês de Kent, junto com Conde de Harold e Visconde Goderich. Em 1710 ele foi elevado mais uma vez como duque de Kent, e após a morte de seus filhos, Marquês Gray (1740). Henrique teve um filho e cinco filhas com sua primeira esposa, Jemima Crew (m. 1728), e um filho e uma filha com sua segunda esposa, Sofia Bentinck (m. 1741). Na época da morte de Henrique em 1740, seus dois filhos tinham morrido, Antônio (em 1723) e Jorge (em 1733), deixando o Duque de Kent sem um herdeiro masculino. Sua bisneta Lady Jemima Campbell, herdaria dois títulos em seu próprio direito, Marquesa Grey e Baronesa Lucas, mas os outros títulos de Henrique, particularmente Duque de Kent , tornou-se extinto com sua morte. E nos 59 anos seguintes o título ficou assim.

#### Titular e herdeiros do ducado
- Henrique Grey, 1.º Duque de Kent (1671-1740) foi um juízes lordes nomeados durante a ausência de Jorge I da Grã-Bretanha em 1719
  - Antônio Grey, Conde de Harold (1696-1723), filho mais velho do 1 º duque
  - Jorge Grey, Conde de Harold (1732-1733), terceiro filho caçula do 1 º duque, morreu na infância

### Duques de Kent e Strathearn (1799)
Outros títulos: Conde de Dublin (1799)
Em 23 de Abril de 1799, o ducado de Kent foi, como um título comum com o ducado de Strathearn e o condado de Dublin, dado ao quarto filho de  Jorge III do Reino Unido, Príncipe Eduardo Augusto. Eduardo tinha apenas um filho e uma filha, a Princesa Alexandrina Victoria (a futura Rainha Vitória do Reino Unido). Após a morte de Eduardo, em 1820, o ducado de Kent tornou-se extinto, pois ele não tinha herdeiros do sexo masculino.

#### Único titular
- O Príncipe Eduardo, 1.º Duque de Kent e Strathearn (1767-1820), quarto filho de Jorge III e pai da  Rainha Vitória do Reino Unido

### Nova criação do condado de Kent
A próxima criação de um título de Kent, não era a de Duque ou Marquês, mas sim a de Conde, com a criação para o Príncipe Alfredo (1844-1900), o segundo filho da Rainha Vitória do Reino Unido e Alberto, Príncipe Consorte, como duque de Edimburgo, conde de Ulster, e Kent em 1866. O duque de Edimburgo (que mais tarde se tornou o duque reinante de Saxe-Coburgo-Gotha) tiveram apenas um filho, Príncipe Alfredo, que provavelmente teria herdado o título de conde de Kent, entre outros títulos de seu pai, se não tivesse morrido antes de seu pai em 1899. Com a morte de Alfredo, em 1900, o título de Kent mais uma vez tornou-se extinto.

### Duques de Kent, segunda criação (1934)
Outros títulos: Conde de St Andrews e Barão Downpatrick (1934)
Em 1934, o Príncipe Jorge (1902-1942), o quarto filho de Jorge V e Maria de Teck, recebeu o titulo de duque de Kent, Conde de St Andrews e Barão Downpatrick. O Príncipe Jorge teve três filhos antes de sua morte, em 1942: Príncipe Eduardo, Princesa Alexandra e o Príncipe Miguel. Príncipe Eduardo, com a morte do pai, herdou os pariatos deste.
O atual Duque de Kent tem dois filhos.  As cartas patentes do Rei Jorge V  de 30 de novembro de 1917 restringiram o estilo “Sua Alteza real” e a dignidade titular de Príncipe apenas para os filhos do Soberano, os netos de linha masculina do Soberano, e o filho  mais velho vivo do filho mais velho do Príncipe de Gales. Netos do Soberano na linha masculina desfrutam dos títulos de cortesia dos filhos de duques. Portanto, o herdeiro do ducado de Kent é Jorge, Conde de St. Andrews (n. 1962). 
O conde de St. Andrews casou em 1988, e tem três filhos. Seu filho, o Barão Downpatrick (n. 1988) é o segundo na linha de pariatos de seu avô. Quando Lord St. Andrews o suceder, o ducado deixará de ser um ducado real, pois um bisneto de um soberano será denominado de Sua Graça o Duque de Kent.  Depois de Lord St. Andrews e Lord Downpatrick, o filho mais novo do duque atual Lord Nicholas Windsor é o herdeiro do ducado.

#### Titulares do ducado
- Príncipe Jorge,  1.º Duque de Kent (1902-1942), quarto filho de Jorge V.
- Principe Eduardo, 2.º Duque de Kent (n. 1935), filho mais velho do 1.º duque.

#### Linha de sucessão
- Príncipe Jorge, Duque de Kent (1902–1942)
  -  Príncipe Eduardo, Duque de Kent (born 1935) 
    - (1) Jorge Windsor, Conde de St. Andrews (b. 1962)
      - (2) Eduardo Edmundo Windsor (b. 1988)

    - (3) Nicholas Windsor (b. 1970)
      - (4) Albert Louis Philip Edward Windsor (b. 2007)
      - (5) Leopold Ernest Augustus Guelph Windsor (b. 2009)
      - (6) Louis Arthur Nicholas Felix Windsor (b. 2014)

  - (7)  Príncipe Miguel de Kent (b. 1942)
    - (8) Frederick Windsor (b. 1979)

## Deveres e outros títulos
O atual duque de Kent realiza inúmeros deveres para a monarquia, tanto militar como civil. O duque de Kent atual é Grão Mestre da Maçonaria inglesa, e serve como o presidente da Associação dos Escoteiros do Reino Unido desde 1975  e da Royal Institution.  O duque de Kent tem realizado uma série de visitas de Estado nas Comunidade de Nações em nome da Rainha. Ele também atuou como Conselheiro de Estado. Sua Alteza Real é o Grão-Prior (ou Grão-Mestre), da Ordem de São Miguel e São Jorge. Ele possui inúmeras outras nomeações nas Forças Armadas. O duque de Kent foi o patrono da Endeavour, uma Organização Nacional da Juventude, por 29 anos.
O duque de Kent detém os seguintes títulos subsidiários.
- Conde de St Andrews
- Barão Downpatrick

O filho mais novo do atual duque de Kent é denominado Lord Nicholas Windsor. Como um católico convertido, ele está excluído da sucessão ao trono.
O Duque e a Duquesa de Kent vivem atualmente em Wren Cottage perto do Palácio de Kensington, mas seu escritório é baseado na York House.